# Atlasstenskvätta
Atlasstenskvätta (Oenanthe seebohmi) är en nordafrikansk tätting i familjen flugsnappare. Den behandlas traditionellt som underart till stenskvättan (Oenanthe oeanthe), men urskiljs allt oftare som egen art.

## Utseende
Atlasstenskvättan är lik stenskvättan med det för släktet typiska T-formade mönstret på stjärten, grå ovansida och svarta vingar. Adulta hanen har i häckningsdräkt dock svart strupe, svarta undre vingtäckare och mer vitt i pannan. Den har även ljusare bröst och undersida. Vingen är också kortare medan näbb och stjärt är längre.
Honan är i princip helt lik stenskvättehonan men vissa individer har mörkskuggad grå strupe. Lätena är även de lika stenskvättans, men sången möjligen svagare och mindre skrapig.

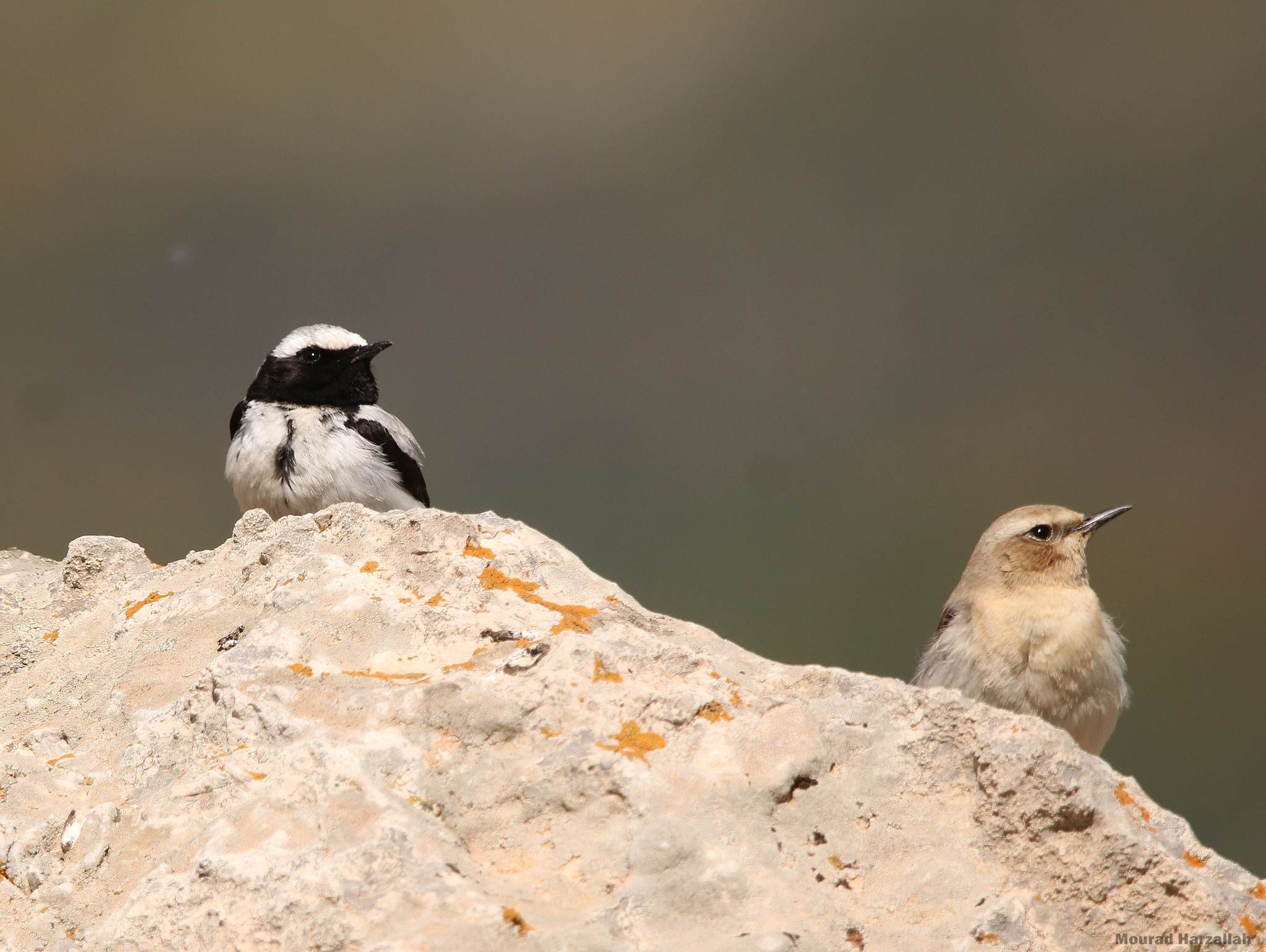
Hona och hane.

## Utbredning och systematik
Fågeln förekommer i nordvästra Afrika från Marocko till nordöstra Algeriet. Den är en kortflyttare som vintertid rör sig söderut till Västafrika, huvudsakligen sydvästra Mauretanien och Senegal till västra Mali, ibland även södra Marocko. Arten har tillfälligt setts i Kanarieöarna och Tunisien. I mars 2016 sågs en individ även på Malta samt i maj 2017 i Nederländerna.

### Artstatus
Atlasstenskvättan behandlades tidigare som underart till stenskvätta (Oenanthe oenanthe). Den urskiljs dock i allt större utsträckning som egen art på basis av hanens avvikande dräkt och allopatrisk utbredning, bland annat i fälthandböcker som Fågelguiden, sedan 2016 av Birdlife International och IUCN,, sedan 2021 även av tongivande International Ornithological Congress (IOC). och sedan 2022 av Clements et al.

## Levnadssätt
Atlasstenskvättan trivs på gräsklädda steniga bergssluttningar mellan 1500 och 2350 meter över havet. Den häckar i ett hål i marken eller stenrösen.

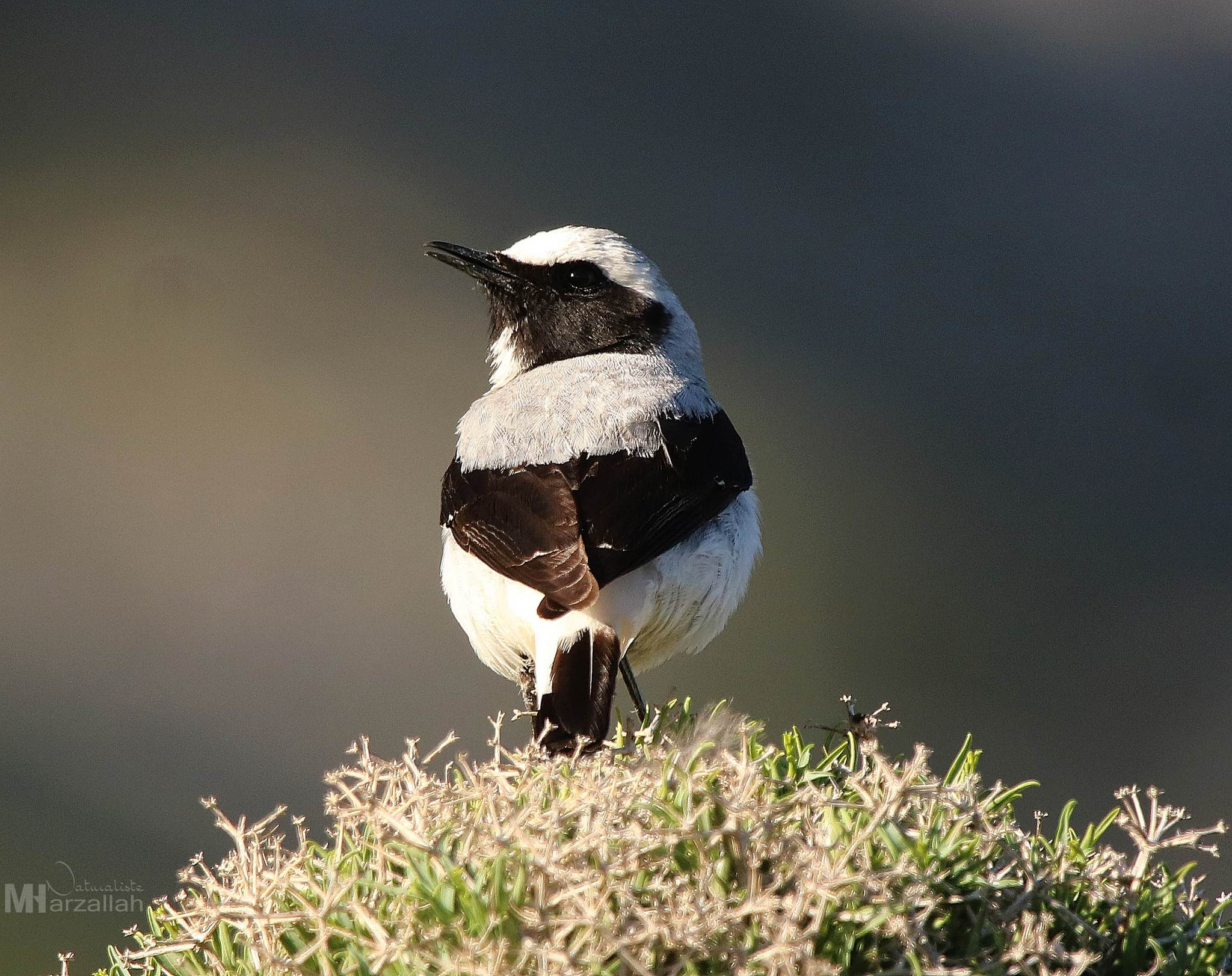

## Status och hot
Arten har ett stort utbredningsområde och en stor population, men tros minska i antal, dock inte tillräckligt kraftigt för att den ska betraktas som hotad. Internationella naturvårdsunionen IUCN kategoriserar därför arten som livskraftig (LC). Populationen har inte uppskattats sedan arten urskildes från stenskvättan.